# Морейра, Поль
Поль Морейра (фр. и порт. Paul Moreira, род. 1961) — французский журналист и режиссёр документального кино. Создал ряд документальных фильмов о конфликтных зонах, в том числе об Ираке, Афганистане, Сомали. Пол Морейра способствовал становлению жанра журналистских расследований на французском телевидении. Обладатель ряда международных премий за тележурналистику, его фильм-расследование «Ирак: Агония нации» получил премию за лучший документальный фильм на 47-м телевизионном фестивале в Монте-Карло.

## Биография
Поль Морейра родился в 1961 году в Португалии, в окрестностях Лиссабона. В 1963 году его родители переехали во Францию и получили французское гражданство для себя и ребёнка.
В 1984 стал магистром в области антропологии (фр. maîtrise d’anthropologie). Дополнительно получил диплом DESS в области журналистики, полугодовую практику проходил в США. Карьеру тележурналиста начал в 1986 на канале TF1, в 1990-е продолжил на «France 3», «France 2» и в агентстве CAPA. К этим же годам относятся первые самостоятельные телерепортажи из различных точек планеты: Румынская революция, завершение гражданской войны в Никарагуа, детская преступность в Бразилии.
В 1999 перешёл в Canal+, где создал и вёл программу журналистских расследований «90 минут». Проведённые им вместе с его командой расследования получили ряд престижных французских премий. Некоторые из созданных фильмов способствовал открытию или переоткрытию уголовных расследований, к примеру фильм об убийстве судьи Борреля, считавшемся самоубийством. После большого успеха передачи, и по просьбе руководства канала, Морейра создал дополнительный еженедельный дайджест «Lundi Investigation» («Расследование в понедельник»).
В 2006 году Морейра оставил Canal+ и создал независимую телестудию «Premières Lignes» («Первые строки»). С тех пор он сам занимается подготовкой документальных фильмов по различным острым вопросам. Его фильмы демонстрируются на Canal+, Arte, «France Télévisions», показаны в большинстве европейских стран, а также в Канаде, Индии, Сингапуре, Австралии, Японии, России.
В 2007 году он опубликовал книгу «Новая цензура: За кулисами манипулирования информацией». Основным тезисом его исследования становится внешне парадоксальное утверждение: чем более прозрачно выглядит общество, тем более незаметны и механистичны становятся способы информационного контроля и цензуры. Критическая статья о его книге была названа «Информационная эпоха: Худший кошмар Джорджа Оруэлла».
В 2016 году выпустил фильм «Украина: Маски революции» (фр. Ukraine, les masques de la révolution), рассказывающий о политическом кризисе на Украине (2013—2014) и трагедии в Одессе 2 мая 2014 года. Фильм был в первый раз показан на канале Canal+ вечером 2 февраля. Ещё до показа Министерство иностранных дел Украины обратилось к Винсенту Боллоре, председателю наблюдательного совета Canal+, с просьбой не показывать данный фильм, так как он «даёт зрителю ложное представление о ситуации на Украине». После первого показа фильм получил смешанные критические отзывы французских и международных СМИ.

## Фильмография
| Год  | Название                                                   | Оригинал названия                                               | Дополнительная информация |
| ---- | ---------------------------------------------------------- | --------------------------------------------------------------- | --- |
| 2001 | Исламисты—США: Тайная история противоестественного альянса | Islamistes—USA, l'histoire secrète d'une alliance contre-nature | Совместно с Жан-Батистом Ривуаром. Номинировано на Премию Альбера Лондра.                                                                                 |
| 2003 | Расследование одной войны без картинок                     | Enquête sur une guerre sans images                              | |
| 2003 | В джунглях Багдада                                         | Dans la jungle de Bagdad                                        | |
| 2004 | Власть вооружённых повстанцев                              | Le pouvoir des rebelles armés                                   | Совместно с Даниэлем Лене́. Лавровая ветвь Club Audiovisuel de Paris.                                                                                      |
| 2004 | Багдад: Война бомб                                         | Bagdad, la guerre des bombes                                    | |
| 2005 | Израиль: Под тайной войны колоний                          | Israël, dans le secret de la guerre des colonies                | |
| 2006 | Ирак: Агония нации                                         | Irak, agonie d’une nation                                       | Приз 47-го Телевизионного фестиваля в Монте-Карло в категории «Лучший документальный фильм». Приз FIGRA в категории «Лучшее журналистское расследование». |
| 2007 | Работать до смерти                                         | Travailler à en mourir                                          | |
| 2007 | Умереть за машину                                          | Mourir pour la voiture                                          | |
| 2008 | Оружейный трафик и национальные интересы                   | Armes trafic et raison d’Etat                                   | Совместно с Давидом Андре. |
| 2009 | Афганистан: На долларовой дорожке                          | Afghanistan, sur la piste des dollars                           | Приз FIGRA в категории «Лучшее журналистское расследование».                                                                                              |
| 2010 | Бирма: Сопротивление, бизнес и ядерный секрет              | Birmanie, résistance, business et secret nucléaire              | |
| 2011 | Ислам, Антихрист и сэндвич с ветчиной                      | Islam, Antéchrist et jambon-beurre                              | |
| 2011 | Бункер-Сити (Города-бункеры)                               | Bunker cities                                                   | |
| 2011 | Токсичная Сомали: Другое пиратство                         | Toxic Somalia, l'autre piraterie                                | Премия Иларии Альпи в категории «Лучший международный репортаж».                                                                                          |
| 2012 | Отслежены! Расследование продаж оцифрованного оружия       | Traqués! Enquête sur les marchands d'armes numériques           | |
| 2013 | Табак: Нашим детям промывают мозги                         | Tabac, nos gosses sous intox                                    | |
| 2013 | Путешествие на невидимую войну                             | Voyage dans une guerre invisible                                | |
| 2014 | Скоро у вас на тарелках (пряником или кнутом)              | Bientôt dans vos assiettes (de gré ou de force)                 | Приз FIGRA в категории «Лучшее журналистское расследование».                                                                                              |
| 2015 | Танцы с FN                                                 | Danse avec le FN                                                | |
| 2016 | Украина: Маски революции                                   | Ukraine, les masques de la révolution                           | Показан (вне конкурса) на 29-м фестивале FIPA. |
| 2018 | Внутри российской машины информационной войны              | Guerre de l'info : au coeur de la machine russe                 | |

## Награды и премии
- Лауреат Международной литературно-медийной премии имени Олеся Бузины в номинации телеаналитика и телерепортаж — за фильм «Украина: маски революции» (2016)[17][18] .[значимость?]